# Ангелов, Рачо
Рачо Генчев Ангелов (21 мая 1873 года, Габрово — 9 декабря 1956 года, София) — Народный врач Болгарии (1952), деятель Болгарской коммунистической партии, один из создателей здравоохранения социалистической Болгарии.

## Биография
Рачо Ангелов родился 21 мая 1873 года в городе Габрове в семье бедного ремесленника. В 1891 году поступил на медицинский факультет Киевского университета св. Владимира, который закончил в 1896 году. На формирование мировоззрения Рачо Ангелова оказали идеи национально-освободительной революции болгарского народа и научного социализма, а также представители прогрессивной русской медицины того времени.
1894—1895 — принимал участие в деятельности социал-демократических групп. В 1898 году Рачо Ангелов вступил в Болгарскую рабочую социал-демократическую партию.
Рачо Ангелов был первым болгарским врачом — членом Болгарской коммунистической партии.
1896—1900 — работал сельским врачом в городах Болгарии.
1900—1920 — служил при военно-санитарном ведомстве.
Рачо Ангелов вёл активную антивоенную пропаганду во время Первой мировой войны, участвовал в Балканских войнах (1912—1913) в качестве военного врача.
Деятельность Ангелова протекала в основном в рамках Болгарского врачебного союза (Български лекарски съюз). Рачо Ангелов является одним из авторов прогрессивной программы, которая была принята в 1912 году на IX съезде этого союза (Български лекарски съюз). Был знаком с Николаем Александровичем Семашко.
1920—1924 — председатель Болгарского врачебного союза. В 1923 году принимал активное участие в борьбе с фашистской реакцией, за эту деятельность в 1925 году Рачо Ангелов был арестован и выслан в город Банско.
В 1930 году был организатором группы «Общественный врач», ядром которой были врачи-коммунисты. Основная задача этой группы: распространение принципов социалистического здравоохранения, популяризация опыта и огромных достижений советской медицинской науки и здравоохранения.
В 1940 году Ангелов Р. Г. был избран председателем XXV Врачебного съезда, который принял его проект о создании государственного здравоохранения.
Рачо Ангелов во время Второй мировой войны развернул подпольную деятельность против режима, он организовал защиту врачей-евреев.
С 1942 года — вёл переговоры с представителями буржуазных партий о создании единого антифашистского Отечественного фронта, за это он был арестован властями и интернирован в Омуртаге.
В 1944 году, после победы социалистической революции в Болгарии, в стране было создано Министерство здравоохранения и Рачо Ангелов с 1944 по 1947 год, стал первым его руководителем.
С 1947 года Р. Ангелов работал в Президиуме Народного собрания.
Рачо Ангелов много сделал для народа Болгарии: были построены новые медицинские учреждения, велась борьба с высокой смертностью (особенно детской), с широко распространенным туберкулезом и другими социальными болезнями; была организована своевременная и квалифицированная медицинская помощь населению; в стране был открыт второй медицинский факультет в городе Пловдиве.
Научные работы Рачо Ангелова были посвящены организации и истории здравоохранения.
Рачо Ангелов — первый в стране, которому было присвоено почётное звание — Народный врач Болгарии (1952); награждён многими орденами и медалями; ряд медицинских учреждений Болгарии названы его именем.
Умер Р. Ангелов 9 декабря 1956 года в Софии.